# Geophis latifrontalis
Geophis latifrontalis är en ormart som beskrevs av Garman 1883. Geophis latifrontalis ingår i släktet Geophis och familjen snokar.
Enligt IUCN förekommer denna orm endast i delstaten San Luis Potosi i centrala Mexiko vid 2400 meter över havet. Enligt en annan källa lever den även i delstaterna Hidalgo, Querétaro och Tamaulipas i lägre bergstrakter. Geophis latifrontalis lever i fuktiga skogar. Individerna gräver i lövskiktet och i det översta jordlagret. Honor lägger ägg.
Beståndet hotas av skogarnas omvandling till jordbruksmark och betesmarker. Geophis latifrontalis är ganska sällsynt. IUCN kategoriserar arten globalt som otillräckligt studerad.

## Underarter
Arten delas in i följande underarter:
- G. l. latifrontalis
- G. l. semiannulatus